# Carl von Lottum
Le comte Philipp Karl von Wylich und Lottum (né le 27 août 1650 à Diersfordt ; † le 14 février 1719 à Wesel) est un maréchal prussien. Il s'illustra particulièrement aux Pays-Bas au cours de la guerre de succession d'Espagne.

## Biographie
Philipp Karl était le fils du baron Jean-Sigismond de Wylich und Lottum (de) (1609 † 1678) et de Josina von Wittenhorst-Sonsfeld (de) († 7 novembre 1677). Il se mit en 1668 au service des Provinces-Unies, alors en guerre contre l'Angleterre, puis servit de 1672 à 1679 dans la Guerre de Hollande contre la France : promu lieutenant le 13 décembre 1673 dans la  compagnie du lieutenant-colonel Joël, il était fait capitaine le 26 novembre 1674, commandant le 7 juin 1677 et lieutenant-colonel le 28 octobre 1678. Enfin le 8 avril 1687 il était promu colonel de son propre Régiment d’Infanterie, et quelques semaines plus tard (1er août 1687), il put intégrer dans ce grade l'armée de l'électeur de Brandebourg, où on lui confia le commandement du 15e régiment d'infanterie, exclusivement composé de déserteurs français. Le 5 novembre de la même année, il était promu général de brigade (Generalmajor) et recevait le 6 novembre une nouvelle affectation comme commandant de la garnison de Wesel, puis le 1er septembre 1692 de celle de Minden. Vers le milieu de la Guerre de la Ligue d'Augsbourg, entre 1691 et 1693, on l'affecta de nouveau aux Pays-Bas où il affronta à plusieurs reprises les Français. Le 2 juin 1694, il était promu général de corps d'armée (Generalleutnant), puis le 15 février 1695 maréchal de camp. La paix revenue, il reçut l'attribution de directeur général des Domaines (27 mai 1698), mais quelques mois plus tard (20 septembre 1698), il prenait la succession du maréchal Hans Albrecht von Barfus (de) comme gouverneur militaire de Spandau. Le 17 janvier 1701, à l'occasion de la création du royaume de Prusse, il est fait chevalier de l’Ordre de l'Aigle noir, et le surlendemain, l'empereur Léopold Ier l'élève au rang de comte d'empire.
Gouverneur militaire de la ville-frontière de Wesel, en Prusse rhénane, il entreprend au début de la guerre de succession d'Espagne le blocus de la place de Geldern, et le maintient pendant dix-huit mois ; nommé chef d'état-major du corps expéditionnaire prussien aux Pays-Bas (6 novembre 1702), il s'empare de la ville le 21 décembre 1702 au terme d’un bombardement de quinze jours. En 1703 il assiège Rheinberg, action qui lui vaut sa promotion au rang de général d'armée le 5 janvier 1704. Le 18 avril 1705, il est nommé gouverneur-général des places de Westphalie, mais conserve ses fonctions de chef d'état-major. Il s'illustre aux batailles d'Audenarde (11 juillet 1708) et de Malplaquet (11 septembre 1709) remportées sur les Français, et prend part aux sièges victorieux de Lille et de Tournai sous les ordres du Prince Eugène. Le 27 février 1713, son nouveau souverain Frédéric-Guillaume (le « Roi-sergent ») l'élève à la dignité de maréchal et de conseiller spécial à la guerre.

## Famille
Il épousa la baronne Marie-Dorothée de Schwerin (née le 20 avril 1662 à Königsberg en Prusse-orientale ; † 19 octobre 1695 à Berlin) le 29 mars 1679. Ils eurent cinq enfants :
- Jean-Christophe (de) (9 mai 1681 † 16 octobre 1727), qui épousera la baronne Hermine Alexandrine von Wittenhorst-Sonsfeld (de) (née le 4 septembre 1685 † 23 avril 1745)
- Louis (de) (né en 1683; † 11 juin 1729), qui épousera Ernestine-Louise von Wylich
- Sophie-Charlotte (née en 1694 ; † 21 novembre 1771), qui épousera Karl Ludwig Truchseß von Waldburg (de) (né en 1685 ; † 22 avril 1738)
- Louise-Sophie († 17 février 1748), qui épousera le baron Ludwig Alexander Rölemann von Quadt (de) († 14 mars 1745)
- Sophie-Albertine (née en 1695 ; † 5 septembre 1723), qui épousera le baron Wilhelm Albrecht Quadt von Wykradt

En 1696, il épouse en secondes noces la baronne Albertine Charlotte von Quadt Wickerad (ou Wykradt) zu Zoppenbruch, titrée « comtesse Bylandt » († 6 mars 1752), qui lui donna trois enfants :
- Amélie, qui épousera Karl Quadt von Wykradt und Isny
- Frédéric (†1735)
- Marie